# خوزه لوئیز دیزم
خوزه لوئیز دیزم (انگلیسی: José Luis Diezma؛ زادهٔ ۲۲ سپتامبر ۱۹۶۸) بازیکن فوتبال اهل اسپانیا است.
از باشگاه‌هایی که در آن بازی کرده‌است می‌توان به باشگاه فوتبال رئال مورسیا، باشگاه فوتبال رکریتیوو اوئلوا، باشگاه فوتبال رئال بتیس، باشگاه فوتبال الچه، و باشگاه فوتبال سلتاویگو اشاره کرد.